# Paradas
Paradas egy község Spanyolországban, Sevilla tartományban. Paradas Arahal, Carmona, Marchena és Morón de la Frontera községekkel határos. Lakosainak száma 6779 fő (2024).

## Népesség
A település népessége az elmúlt években az alábbi módon változott:
| Lakosok száma | 7042 | 7078 | 6990 | 7065 | 7065 | 7063 | 6991 | 6908 | 6832 | 6779 |
|               | 2001 | 2004 | 2007 | 2009 | 2011 | 2014 | 2016 | 2019 | 2022 | 2024 |